# CEP57L1
CEP57L1（centrosomal protein 57kDa like 1）は、CEP57L1遺伝子によってコードされるタンパク質である。中心体に局在し、中心小体間の接合や中心小体複製に関与する。

## 保存性
Cep57L1は、配列がおよそ40%一致したCep57というパラログを持つ。脊椎動物はCep57・Cep57L1という二種類のパラログを持つが、それ以前に分岐した生物はパラログを持たないことから、Cep57・Cep57L1は脊椎動物の祖先種で遺伝子重複を起こしたと考えられる。Cep57は
刺胞動物や海綿動物にまで保存されている。

## 機能
Cep57L1はパラログのCep57と共に機能し、中心小体接合や中心小体複製に関与する。

## 局在
母中心小体のProximal側の側面にリング状に局在する。中心小体への局在には、同様の局在を示すCEP63が必要である。

## 疾患
Cep57L1のコピー数の減少は膝の前十字靭帯と後十字靭帯の発生異常の原因となることが報告されている。